# 小行星列表/211501-211600
| 名稱         | 臨時編號   | 發現日期      | 發現地點     | 發現者                         |
| ------------ | ---------- | ------------- | ------------ | ------------------------------ |
| 小行星211501 | 2003 QX2   | 2003年8月19日 | 帝王台       | 帝王台近地天體巡天             |
| 小行星211502 | 2003 QL11  | 2003年8月21日 | 茂宜岛       | 近地小行星追踪                 |
| 小行星211503 | 2003 QO11  | 2003年8月21日 | 茂宜岛       | 近地小行星追踪                 |
| 小行星211504 | 2003 QG15  | 2003年8月20日 | 帕洛马山     | 近地小行星追踪                 |
| 小行星211505 | 2003 QU17  | 2003年8月22日 | 帕洛马山     | 近地小行星追踪                 |
| 小行星211506 | 2003 QG20  | 2003年8月22日 | 帕洛马山     | 近地小行星追踪                 |
| 小行星211507 | 2003 QP26  | 2003年8月22日 | 茂宜岛       | 近地小行星追踪                 |
| 小行星211508 | 2003 QR26  | 2003年8月22日 | 茂宜岛       | 近地小行星追踪                 |
| 小行星211509 | 2003 QD33  | 2003年8月22日 | 帝王台       | 帝王台近地天體巡天             |
| 小行星211510 | 2003 QP38  | 2003年8月22日 | 索科罗       | 林肯近地小行星研究小组         |
| 小行星211511 | 2003 QG40  | 2003年8月22日 | 索科罗       | 林肯近地小行星研究小组         |
| 小行星211512 | 2003 QW43  | 2003年8月22日 | 帕洛马山     | 近地小行星追踪                 |
| 小行星211513 | 2003 QB44  | 2003年8月22日 | 茂宜岛       | 近地小行星追踪                 |
| 小行星211514 | 2003 QK50  | 2003年8月22日 | 帕洛马山     | 近地小行星追踪                 |
| 小行星211515 | 2003 QE51  | 2003年8月22日 | 帕洛马山     | 近地小行星追踪                 |
| 小行星211516 | 2003 QQ51  | 2003年8月23日 | 帕洛马山     | 近地小行星追踪                 |
| 小行星211517 | 2003 QV51  | 2003年8月23日 | 帕洛马山     | 近地小行星追踪                 |
| 小行星211518 | 2003 QK55  | 2003年8月23日 | 索科罗       | 林肯近地小行星研究小组         |
| 小行星211519 | 2003 QP55  | 2003年8月23日 | 索科罗       | 林肯近地小行星研究小组         |
| 小行星211520 | 2003 QY56  | 2003年8月23日 | 索科罗       | 林肯近地小行星研究小组         |
| 小行星211521 | 2003 QO59  | 2003年8月23日 | 索科罗       | 林肯近地小行星研究小组         |
| 小行星211522 | 2003 QZ59  | 2003年8月23日 | 索科罗       | 林肯近地小行星研究小组         |
| 小行星211523 | 2003 QX60  | 2003年8月23日 | 索科罗       | 林肯近地小行星研究小组         |
| 小行星211524 | 2003 QE67  | 2003年8月23日 | 索科罗       | 林肯近地小行星研究小组         |
| 小行星211525 | 2003 QF67  | 2003年8月23日 | 索科罗       | 林肯近地小行星研究小组         |
| 小行星211526 | 2003 QO73  | 2003年8月25日 | 索科罗       | 林肯近地小行星研究小组         |
| 小行星211527 | 2003 QU74  | 2003年8月24日 | 索科罗       | 林肯近地小行星研究小组         |
| 小行星211528 | 2003 QQ93  | 2003年8月28日 | 茂宜岛       | 近地小行星追踪                 |
| 小行星211529 | 2003 QU96  | 2003年8月30日 | 基特峰       | 太空监视                       |
| 小行星211530 | 2003 QD100 | 2003年8月28日 | 帕洛马山     | 近地小行星追踪                 |
| 小行星211531 | 2003 QV103 | 2003年8月31日 | 茂宜岛       | 近地小行星追踪                 |
| 小行星211532 | 2003 QQ104 | 2003年8月29日 | 索科罗       | 林肯近地小行星研究小组         |
| 小行星211533 | 2003 QH108 | 2003年8月31日 | 索科罗       | 林肯近地小行星研究小组         |
| 小行星211534 | 2003 RX2   | 2003年9月1日  | 索科罗       | 林肯近地小行星研究小组         |
| 小行星211535 | 2003 RY8   | 2003年9月1日  | 索科罗       | 林肯近地小行星研究小组         |
| 小行星211536 | 2003 RR11  | 2003年9月15日 | 圣贝纳迪诺县 | J. W. Young                    |
| 小行星211537 | 2003 RL12  | 2003年9月14日 | 帕洛马山     | 近地小行星追踪                 |
| 小行星211538 | 2003 RD18  | 2003年9月15日 | 帕洛马山     | 近地小行星追踪                 |
| 小行星211539 | 2003 RD19  | 2003年9月15日 | 安德森台地   | 洛厄尔天文台近地小行星搜寻计划 |
| 小行星211540 | 2003 RA20  | 2003年9月15日 | 安德森台地   | 洛厄尔天文台近地小行星搜寻计划 |
| 小行星211541 | 2003 RA21  | 2003年9月15日 | 安德森台地   | 洛厄尔天文台近地小行星搜寻计划 |
| 小行星211542 | 2003 SU15  | 2003年9月16日 | 基特峰       | 太空监视                       |
| 小行星211543 | 2003 SV15  | 2003年9月16日 | 基特峰       | 太空监视                       |
| 小行星211544 | 2003 SM24  | 2003年9月17日 | 索科罗       | 林肯近地小行星研究小组         |
| 小行星211545 | 2003 SF26  | 2003年9月17日 | 茂宜岛       | 近地小行星追踪                 |
| 小行星211546 | 2003 SN40  | 2003年9月16日 | 帕洛马山     | 近地小行星追踪                 |
| 小行星211547 | 2003 SJ44  | 2003年9月16日 | 安德森台地   | 洛厄尔天文台近地小行星搜寻计划 |
| 小行星211548 | 2003 SU44  | 2003年9月16日 | 安德森台地   | 洛厄尔天文台近地小行星搜寻计划 |
| 小行星211549 | 2003 SL46  | 2003年9月16日 | 安德森台地   | 洛厄尔天文台近地小行星搜寻计划 |
| 小行星211550 | 2003 SV46  | 2003年9月16日 | 安德森台地   | 洛厄尔天文台近地小行星搜寻计划 |
| 小行星211551 | 2003 SJ51  | 2003年9月18日 | 帕洛马山     | 近地小行星追踪                 |
| 小行星211552 | 2003 SO52  | 2003年9月18日 | 帕洛马山     | 近地小行星追踪                 |
| 小行星211553 | 2003 SX52  | 2003年9月19日 | 帕洛马山     | 近地小行星追踪                 |
| 小行星211554 | 2003 SB56  | 2003年9月16日 | 安德森台地   | 洛厄尔天文台近地小行星搜寻计划 |
| 小行星211555 | 2003 SM57  | 2003年9月16日 | 基特峰       | 太空监视                       |
| 小行星211556 | 2003 SW58  | 2003年9月17日 | 安德森台地   | 洛厄尔天文台近地小行星搜寻计划 |
| 小行星211557 | 2003 SG72  | 2003年9月18日 | 基特峰       | 太空监视                       |
| 小行星211558 | 2003 SP83  | 2003年9月18日 | 基特峰       | 太空监视                       |
| 小行星211559 | 2003 SN91  | 2003年9月18日 | 帕洛马山     | 近地小行星追踪                 |
| 小行星211560 | 2003 SB94  | 2003年9月18日 | 基特峰       | 太空监视                       |
| 小行星211561 | 2003 SQ94  | 2003年9月19日 | 帝王台       | 帝王台近地天體巡天             |
| 小行星211562 | 2003 SV95  | 2003年9月19日 | 帕洛马山     | 近地小行星追踪                 |
| 小行星211563 | 2003 SU103 | 2003年9月20日 | 索科罗       | 林肯近地小行星研究小组         |
| 小行星211564 | 2003 SO107 | 2003年9月20日 | 帕洛马山     | 近地小行星追踪                 |
| 小行星211565 | 2003 ST120 | 2003年9月17日 | 图森         | R. A. Tucker                   |
| 小行星211566 | 2003 SE123 | 2003年9月18日 | 索科罗       | 林肯近地小行星研究小组         |
| 小行星211567 | 2003 SH126 | 2003年9月19日 | 基特峰       | 太空监视                       |
| 小行星211568 | 2003 SS129 | 2003年9月21日 | 本森         | 杨光宇                         |
| 小行星211569 | 2003 SF139 | 2003年9月20日 | 于克勒       | T. Pauwels                     |
| 小行星211570 | 2003 SP150 | 2003年9月17日 | 索科罗       | 林肯近地小行星研究小组         |
| 小行星211571 | 2003 SB152 | 2003年9月19日 | 安德森台地   | 洛厄尔天文台近地小行星搜寻计划 |
| 小行星211572 | 2003 SF157 | 2003年9月19日 | 安德森台地   | 洛厄尔天文台近地小行星搜寻计划 |
| 小行星211573 | 2003 SV160 | 2003年9月17日 | 基特峰       | 太空监视                       |
| 小行星211574 | 2003 SQ161 | 2003年9月18日 | 帕洛马山     | 近地小行星追踪                 |
| 小行星211575 | 2003 SV161 | 2003年9月18日 | 帕洛马山     | 近地小行星追踪                 |
| 小行星211576 | 2003 SL167 | 2003年9月22日 | 基特峰       | 太空监视                       |
| 小行星211577 | 2003 SC169 | 2003年9月23日 | 茂宜岛       | 近地小行星追踪                 |
| 小行星211578 | 2003 SV175 | 2003年9月18日 | 帕洛马山     | 近地小行星追踪                 |
| 小行星211579 | 2003 SB177 | 2003年9月18日 | 帕洛马山     | 近地小行星追踪                 |
| 小行星211580 | 2003 SB181 | 2003年9月20日 | 索科罗       | 林肯近地小行星研究小组         |
| 小行星211581 | 2003 SF181 | 2003年9月20日 | 索科罗       | 林肯近地小行星研究小组         |
| 小行星211582 | 2003 SL181 | 2003年9月20日 | 索科罗       | 林肯近地小行星研究小组         |
| 小行星211583 | 2003 SA183 | 2003年9月21日 | 安德森台地   | 洛厄尔天文台近地小行星搜寻计划 |
| 小行星211584 | 2003 SL185 | 2003年9月22日 | 安德森台地   | 洛厄尔天文台近地小行星搜寻计划 |
| 小行星211585 | 2003 SM227 | 2003年9月27日 | 索科罗       | 林肯近地小行星研究小组         |
| 小行星211586 | 2003 SQ227 | 2003年9月27日 | 索科罗       | 林肯近地小行星研究小组         |
| 小行星211587 | 2003 SX227 | 2003年9月27日 | 索科罗       | 林肯近地小行星研究小组         |
| 小行星211588 | 2003 SP229 | 2003年9月27日 | 基特峰       | 太空监视                       |
| 小行星211589 | 2003 SV232 | 2003年9月25日 | 茂宜岛       | 近地小行星追踪                 |
| 小行星211590 | 2003 SP247 | 2003年9月26日 | 索科罗       | 林肯近地小行星研究小组         |
| 小行星211591 | 2003 SJ249 | 2003年9月26日 | 索科罗       | 林肯近地小行星研究小组         |
| 小行星211592 | 2003 SK252 | 2003年9月26日 | 索科罗       | 林肯近地小行星研究小组         |
| 小行星211593 | 2003 SE259 | 2003年9月28日 | 基特峰       | 太空监视                       |
| 小行星211594 | 2003 SV259 | 2003年9月28日 | 基特峰       | 太空监视                       |
| 小行星211595 | 2003 SQ269 | 2003年9月28日 | 图森         | R. A. Tucker                   |
| 小行星211596 | 2003 SW270 | 2003年9月25日 | 帕洛马山     | 近地小行星追踪                 |
| 小行星211597 | 2003 ST271 | 2003年9月26日 | 索科罗       | 林肯近地小行星研究小组         |
| 小行星211598 | 2003 SB291 | 2003年9月29日 | 索科罗       | 林肯近地小行星研究小组         |
| 小行星211599 | 2003 SS291 | 2003年9月30日 | 索科罗       | 林肯近地小行星研究小组         |
| 小行星211600 | 2003 SR300 | 2003年9月17日 | 帕洛马山     | 近地小行星追踪                 |